# جائزة فرنسا الكبرى 1964
جائزة فرنسا الكبرى 1964 هو سباق فورمولا 1 أقيم بتاريخ 28 يونيو 1964 في روان، فرنسا. كان الرابع من أصل 10 في بطولة العالم لسباقات الفورمولا واحد موسم 1964. حلّ الأمريكي دان جورني أولا بينما جاء البريطاني غراهام هيل في المركز الثاني وحصل على المركز الثالث الأسترالي جاك برابهام.